# Lê Chánh (xã)
Lê Chánh là một xã cũ thuộc thị xã Tân Châu, tỉnh An Giang, Việt Nam.

## Địa lý
Xã Lê Chánh nằm ở phía tây thị xã Tân Châu, có vị trí địa lý:
- Phía đông giáp xã Phú Vĩnh
- Phía tây giáp xã Châu Phong
- Phía nam giáp huyện Phú Tân
- Phía bắc giáp xã Long An.

Xã có diện tích 15,08  km², dân số năm 2019 là 6.934 người, mật độ dân số đạt 460 người/km².

## Hành chính
Xã Lê Chánh được chia thành 4 ấp: Phú Hữu 1, Phú Hữu 2, Vĩnh Thạnh 1 và Vĩnh Thạnh 2.

## Lịch sử
Xã Lê Chánh được thành lập vào ngày 12 tháng 1 năm 1984 trên cơ sở tách ấp Vĩnh Thạnh của xã Châu Phong và ấp Phú Hữu của xã Phú Vĩnh. Tên xã được đặt theo tên của một cán bộ cộng sản hoạt động ở địa bàn Tân Châu và An Phú giai đoạn kháng chiến chống Mỹ.
Khi mới thành lập, xã thuộc huyện Phú Châu.
Ngày 13 tháng 11 năm 1991, huyện Phú Châu được chia lại thành hai huyện An Phú và Tân Châu, xã Lê Chánh thuộc huyện Tân Châu.
Ngày 24 tháng 8 năm 2009, Chính phủ ban hành Nghị quyết số 40/NQ-CP. Theo đó, điều chỉnh 182 ha diện tích tự nhiên và 152 người của xã Lê Chánh về xã Phú Hiệp thuộc huyện Phú Tân quản lý; đồng thời chuyển huyện Tân Châu thành thị xã Tân Châu.
Sau khi điều chỉnh, xã Lê Chánh còn lại 1.503 ha diện tích tự nhiên và 9.245 người.